# Паличка (кирилиця)
«Па́личка» (Ӏ ӏ) (лезгин. тӏал, рос. палочка) — кирилична літера, що вживається в кириличних абетках деяких кавказьких мов, а саме в абазинській, адигейській, аварській, чеченській, даргінській, інгуській, кабардинській, лакській, лезгінській і табасаранській.

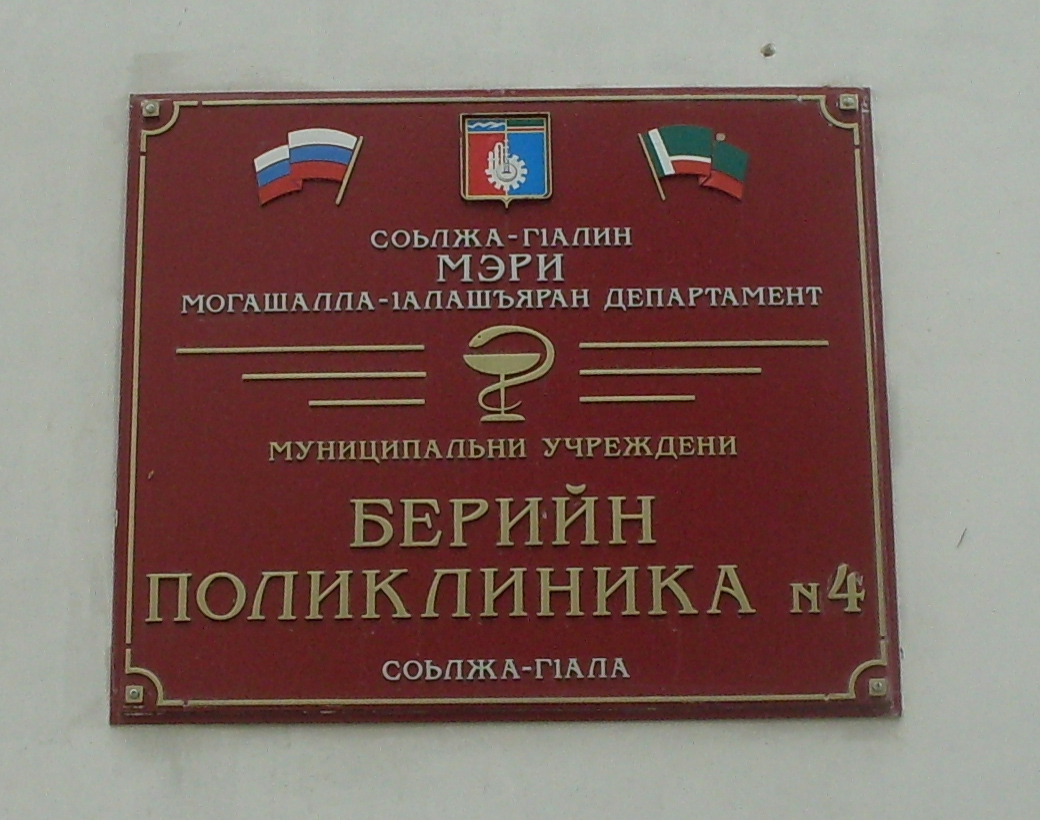
Табличка з написом чеченською мовою на поліклініці в Грозному. Замість палички у словах Соьлжа-Гӏала і Ӏалашъяран використано цифру "1".

«Паличка» може позначати окремий звук (як-от у кабардинській мові), а також змінювати звучання попередньої літери в низці сполучень. Сполучення з «паличкою» зазвичай вважають «літерою», як-от фӏ, пӏ та інші в кабардинській мові (тобто в словниках слова на ф і на фӏ подають окремо). В деяких мовах (в адигейській, кабардинській, чеченській та інгуській) «паличка» передає гортанне зімкнення.
Історично «паличку» набирали на друкарській машинці, використовуючи римську цифру I, тож для неї не розрізняють велику і малу форми, втім тепер в стандарті Юнікод вони є.
Букву було введено під час процесу кирилізації алфавітів північнокавказьких мов у кінці 1930-х років.
Оскільки на комп'ютерах трапляються проблеми з вводом та відображенням «палички», її продовжують заміняти латинською літерою I чи навіть цифрою 1.

## Кодування
| Тип кодування | Регістр | Десятковий код | 16-ковий код | Вісімковий код | Двійковий код    |
| ------------- | ------- | -------------- | ------------ | -------------- | ---------------- |
| Юнікод        | Верхній | 1216           | 04C0         | 002300         | 0000010011000000 |
| Юнікод        | Нижній  | 1231           | 04CF         | 002317         | 0000010011001111 |